# Catherine de Poděbrady
 (mars 2023).
Si vous disposez d'ouvrages ou d'articles de référence ou si vous connaissez des sites web de qualité traitant du thème abordé ici, merci de compléter l'article en donnant les références utiles à sa vérifiabilité et en les liant à la section « Notes et références ».
Catherine (Cunégonde) de Poděbrady (en tchèque: Kateřina (Kunhuta) z Poděbrad, en hongrois: Podjebrád Katalin (Kunigunda), en croate: Katarina Podjebradska, en latin: Catharina Podiebradensis, en allemand: Katharina von Podiebrad, en polonais: Katarzyna z Podiebradów), née le 11 novembre 1449 et décédée le 8 mars 1464 à Buda, fut la seconde épouse de Matthias (Hunyadi) Corvin, roi de Hongrie.

## Biographie
Catherine et sa sœur jumelle Sidonie naissent à Poděbrady, du futur roi de Bohême Georges de Poděbrady et de sa première épouse Cunégonde de Šternberk. Cunégonde déjà mère de quatre fils, meurt des complications liées à l'accouchement. Georges de Poděbrady se remarie ensuite avec sa seconde épouse Jeanne de Rožmitál, qui lui donne cinq nouveaux enfants dont Ludmilla de Poděbrady.
Les négociations concernant le mariage de Catherine avec Matthias Corvin débutent en 1458 lorsque Catherine est âgée de neuf ans. Son futur époux Matthias Corvin qui de son côté a perdu sa première épouse, Élisabeth de Cilley, très jeune en 1455, est à Prague sous la garde de Georges de Bohême lorsqu'il est élu roi le 24 janvier 1458 par la noblesse hongroise. Georges obtient de Matthias qu'il épouse sa fille, lui verse une rançon pour sa libération et l'appuie  contre d'autres prétendants au trône tchèque. L'accord est confirmé dans la localité frontière de Straznice.
Le 1er mai 1463, Catherine épouse Matthias Corvin à Buda. Matthias est âgé de vingt ans, sa fiancée de treize ans. Peu après le mariage, Catherine quitte définitivement sa famille pour vivre en Hongrie avec son époux. La reine est bien trop jeune pour jouer un rôle politique quelconque et elle meurt à 14 ans en accouchant d'un enfant qui ne lui survit pas, enlevant l'espoir à Matthias d'avoir un héritier légitime. Il épouse douze ans après, en 1476, Béatrice de Naples. Ce nouveau mariage ne produit pas de descendance et le seul enfant survivant de Matthias est Jean Corvin, issu de sa liaison avec sa maîtresse Barbara Edelpeck.
La mort de Catherine précipite par ailleurs la rupture entre Matthias Corvin et Georges de Bohême qui entre en conflit avec la noblesse catholique de son royaume. En décembre 1466, le pape Paul II jette l'anathème sur Georges et le déclare déchu. En 1468, Matthias entre en Moravie et se fait élire lui-même roi de Bohême le 3 mai 1469 par les nobles catholiques à Olomouc.